# Atympanum
Atympanum es un género de insectos de la subfamilia Oedipodinae, familia Acrididae. El nombre científico de esta especie fue publicado en 1982 por Yin.